# حنان فوزي المسعودي
حنان فوزي المسعودي (26 أكتوبر 1972) روائية وشاعرة ومترجمة أدبيّة عراقية. ولدت في بغداد ونشأت بها. حصلت على بكالوريوس الطب والجراحة العامة من جامعة بغداد سنة 1996 ثم نالت شهادة البورد العراقي في علم الأمراض عام 2004. نشرت روايتها الأولى سنة 2014. وقد ترجمت بعض أعمال ريتشارد فلاناغان إلى العربية. تكتب مقالات وتنشرها في الصحف الورقية والالكترونية العربية. تقيم في مدينة السليمانية بعد أن هاجرت من بغداد إليها خلال الحرب الأهلية العراقية الأولى وتعمل فيها طبيبة اختصاصية في علم الامراض.

## سيرتها
ولدت حنان فوزي المسعودي يوم 26 أكتوبر 1972/ 19 رمضان 1392 في بغداد ونشأت بها. حصلت على بكالوريوس الطب والجراحة العامة من كلية الطب من جامعة بغداد سنة 1996 ثم شهادة البورد العراقي في علم الأمراض سنة 2004 فاصبحت بموجبه عضوة في المجلس العراقي للاختصاصات الطبية. 

```
هاجرت إلى 
إقليم كردستان العراق
 في 2007 خلال 
الحرب الأهلية العراقية (2006-2008)
 وسكنت 
بمحافظة السليمانية
. تعمل طبيبة اختصاصية في علم الامراض في مستشفى السليمانية التعليمي.
[
2
]
```

## مهنتها الأدبية
قرأت آثار مصطفى لطفي المنفلوطي ونجيب محفوظ في شبابها. بدأت مهنته الأدبية بكتابة المقالات والقصص القصيرة في بعض الجرائد والمواقع الالكترونية مثل موقع «الحوار المتمدن» و«الكتابات».وهي تدافع عن حقوق المرأة.

صدرت روايتها الأولى «خمس نساء» سنة 2014 وهي تعالج المشاكل الاجتماعية والعلاقة بين الزوجين.تتحدث فيها عن خمس نساء امتلكن تجارب الحياة وخضن تفاصيلها، وحاولت أن تجمع معاناتهن بمعاناة العراق. اعتبرها «صرخة انثوية لتصوير مشاعر المرأة المكبوتة والأسيرة للتقاليد والأعراف والتبعية الذكورية.» وتعتبر عند البعض رواية نسوية بارزة.
ثم نشرت ديوان شعري بعنوان «أميرة النهرين» في 2015. تلاها روايتها الثانية «أسرار المعطف الأبيض» 2015، وهي «رواية مرتبطة بصاحبتها وتعكس حقل اهتمامها وعلاقاتها، تلك النابعة من خبرتها في مهنة الطب وشؤونها وشجونها، وخاصة إذا كانت ممارسة المهنة قائمة في ظل ظروف غير طبيعية كالحروب وأجواء الحصار، فالرواية تعكس خبايا الواقع الطبي العراقي في التسعينيات وفي هكذا حالة يكون على الطبيب أن يتعامل مع المريض كقضية.» ثم صدر لها نصوص شعرية قصيرة بعنوان «اغازل صمتي». 
في «بين الرصافة والجسر» (2018) قدمت حكاية سبعة شباب زملاء دراسة في كلية واحدة. برأي يوسف عبود جويعد هي رواية «تتعلق بالحياة بالبلد، والعلاقات الإنسانية والعاطفية والاجتماعية، وتقدم لنا رؤية فلسفية مهمة وهي أن الحب يشبه إلى حد بعيد بذور النباتات، الذي لا يمكن أن ينمو الا بوجود تربة صالحة لهذا النمو، وما حدث ويحدث في هذا البلد سبب كبير في فشل حالات حب مهمة كادت أن تكون قصص رومانسية عاطفية مهمة، الا أنها ذبلت وماتت العاطفة فيها، والسبب هو هذه الفوضى وهذا الخراب الذي حل بالبلد.» 

## حياتها الشخصية
تجيد الإنكليزية والكردية السورانية. وهي متزوجة من عقيل عبد الرزاق، الاختصاصي الانف والاذن والحنجرة. ولهما ثلاثة أطفال.

## جوائزها
- 2015: جائزة العنقاء الذهبية الدولية لاهاي -ميسان للمرأة المتميزة.[15]

## مؤلفاتها
من رواياتها:
- «خمس نساء»، 2014
- «أسرار المعطف الأبيض»، 2015 (ردمك 9786140116146)
- «الوصية الاخيرة»، 2018
- «بين الرصافة والجسر»، 2018

من شعرها:
- «أميرة النهرين»، 2015
- «أغازل صمتي»،

من ترجماتها من الإنجليزية إلى العربية:
- عبور الربع الخالي
- العوز، ريتشارد فلاناغان
- «الرغبة» ٬ ريتشارد فلاناغان ٬ 2018 [16]
- «آن فيرونيكا» ٬ هربرت جورج ويلز، 2018 (ردمك 9781773225999)
- «الحنين» ٬ موهالي ماشيكو، 2019 (ردمك 9789922607498)
- «الإرهابية المجهولة» ٬ ريتشارد فلاناغان٬ 2020